# موسم الكرز (مسلسل)
موسم الكرز (بالتركية: Kiraz Mevsimi)‏ هو مسلسل تركي درامي شبابي من بطولة أوزكي غوريل وسيركان كايوغلو تم تصويره في مدينة إسطنبول وعرض على قناة فوكس. يتحدث عن فتاة شابة اسمها أويكو (فتون) وشاب اسمه آياز (أياد) يغرمان ببعضهما كثيرا لدرجة الجنون وتجري أحداث خيالية ومضحكة في حياتها بينهما ويشاركون هذه الأحداث الأصدقاء وهناك بعض الممثلين المشهورين سوف يظهرون بالمسلسل.

## الممثلون
- أوزغي غوريل - (بدور: أويكو آجار "فتون")
- سيركان شاي أوغلو - (بدور: آياز دينشر "أياد")
- داغهان كولكج - (بدور: مَتَه أويار "مجد")
- نيلبيري شاهينكايا - (بدور: شيماء تشتين "ريمة")
- Aras Aydın - (بدور: أمره يِييت)
- فاطمة توبتاش - (بدور: سيبَل كوركماز)
- Serkan Börekyemez - (بدور: إيلكر كوركماز)
- Nihal Işıksaçan - (بدور: بورجو أويار)
- أتيلا سارال - (بدور: محمد كاريلى)
- نصليحان يلدان - (بدور: أُونم دينتشر)
- Ayşegül Ünsal - (بدور: مَرال آجار)
- Hakan Çimenser - (بدور: بلند أويار)
- Nezih Cihan Aksoy - (بدور: أولجاي)
- Tamer Berke Sarıkaya - (بدور: جم آجار)
- Özge İnce - (بدور: ناز)
- Eda Çatalcam - (بدور: شيرين)
- Bülent Düzgünoğlu - (بدور: ثابت)
- أحمد مطاوع - (بدور: امير كوزلو "سيف")

## الشخصيات

### الشخصيات الرئيسية
- فتون - أويكو آجار (بالتركية: Öykü Acar)‏ - (مؤدي الصوت العربي: لينا ضوا): فتاة شابة جميلة لكنها متهورة وعنيدة لكن قلبها ابيض تحب مساعدة الناس وهي الشخصية الرئيسية في المسلسل تتعرف آياز (أياد) الذي ستقع في حبه بعد أن كانت معجبة بأخ صديقتها المقربة بورجو (بتول).
- أياد - آياز دينتشر (بالتركية: Ayaz Dinçer)‏ - (مؤدي الصوت العربي: قصي قدسية): رجل وسيم جدا لكنه نسوانجي غني ومهندس في شركة معروفة تتغير حياته جذريا عند التعرف على أويكو (فتون).
- مجد - مَتَه أويار (بالتركية: Mete Uyar)‏ - (مؤدي الصوت العربي: خالد مولوي): صديق أياد المقرب وهو شريكه في العمل.
- ريمة - شيماء تشتين (بالتركية: Şeyma Çetin)‏ - (مؤدي الصوت العربي: ليزا نصير): كانت صديقة أويكو (فتون) المقربة تعيش علاقة حب مع مَتَه (مجد) بالرغم من أنها كانت تعلم بأن أويكو (فتون) معجبة به لكنها تتغير وتصبع غيورة وشريرة وتسبب الكثير من المشاكل لكنها ترجع على طبيعتها وتصبح طيبة وخلوقة.

### الشخصيات المساعدة
- ؟؟؟؟ - مَرال آجار (بالتركية: Meral Acar)‏ - (مؤدي الصوت العربي: أماني الحكيم ):
- سيرين - سيبَل كوركماز (بالتركية: Sibel Korkmaz)‏ - (مؤدي الصوت العربي: وعد أبو زيد): زوجة مروان وهي صديقة فتون وبتول.
- أمير (أمره يِييت (بالتركية: Emre Yiğit)‏ - (مؤدي الصوت العربي: طارق المسكي): لديه سيارة تاكسي يعيش مع جدته بعد أن فقد أهله في زلزال يشكل مع بورجو (بتول) أجمل ثنائي.
- بتول - بورجو أويار (بالتركية: Burcu Uyar)‏ - (مؤدي الصوت العربي: مهجة الشيخ): صديقة فتون المقربة وهي بمثابة اختها تساعدها في حل مشاكلها لكنها مثل أويكو (فتون) متهورة وعنيدة معجبة بأمَره (أمير).
- مروان - إيلكر كوركماز (بالتركية: İlker Korkmaz)‏ - (مؤدي الصوت العربي: محمد أيتوني): يحب معاشرة النساء ويعتبر نفسة شخص عازب.
- ؟؟؟؟ - بلند أويار (بالتركية: Bülent Uyar)‏ - (مؤدي الصوت العربي: ؟؟؟؟):
- ؟؟؟؟ - أولجاي (بالتركية: Olcay)‏ - (مؤدي الصوت العربي: ؟؟؟؟):
- ؟؟؟؟ - جم آجار (بالتركية: Cem Acar)‏ - (مؤدي الصوت العربي: وسيم قزاز ):
- ؟؟؟؟ - ناز (بالتركية: Naz)‏ - (مؤدي الصوت العربي: ؟؟؟؟):
- رنيم - أُونم دينتشر (بالتركية: Önem Dinçer)‏ - (مؤدي الصوت العربي: فاتن عيدو ):
- ؟؟؟؟ - محمد كاريلى (بالتركية: Mehmet Karaylı)‏ - (مؤدي الصوت العربي: ؟؟؟؟):

## القصة
تدور القصة حول أويكو (فتون) الفتاة التي تعيش مع امها واخيها في حي شعبي متواضع معجبة بصديق طفولتها مَتَه (مجد) لكنه هو لايعيرها أي اهتمام. وفي يوم من الايام عندما كانت توقف التاكسي تقابلت مع آياز (أياد) الشاب الوسيم ابن السيدة أُونَم (رنيم) صاحبة بيت الموضة التي لاطالما حلمت فتون ان تعمل عندها كمصممة أزياء. وشاءت الأقدار أن يقع آياز في حب أويكو، ويعيشان معا مواقف مضحكة وهي قريبة للخيال مع مجموعة من أصدقائهم مَتَه (مجد) الذي يحب شيماء (ريمة) فتحمل منه وتسقط جنينها فتتهم مجد انه دفعها من الدرج لذلك يكرهها مَتَه ويبدا بحب أويكو مما ادى إلى شجارات متتالية مع صديقه وشريكه آياز ومن جهة أخرى نجد الثنائي المرح بورجو (بتول) وهي اخت مَتَه وحبيبها أمره (أمير) الذي ينحدر من الطبقة البسيطة ويعيش مع جدته. وسيبَل (سيرين) وزوجها إيلكر (مروان) الذي يلاحق النساء دائما. وينتهي الجزء الثاني عند زواج أويكو وآياز.

## موسيقى
- موسم الكرز- الموسم الأول- أيدلجا
- موسم الكرز-الموسم2- ديميت اكالين

## روابط خارجية
- kiraz على موقع IMDb (الإنجليزية)
- kiraz على موقع فيلمافينيتي (الإسبانية)
- kiraz على موقع كينوبويسك (الروسية)
- kiraz على موقع قاعدة بيانات الفيلم (الإنجليزية)